# Queen's Club Championships 2025 - Doppio maschile
Il doppio del torneo di tennis professionistico Queen's Club Championships 2025, facente parte della categoria ATP Tour 500 nell'ambito dell'ATP Tour 2025, si gioca al Queen's Club di Londra, nel Regno Unito, dal 16 al 22 giugno 2025.
Neal Skupski e Michael Venus sono i detentori del titolo, ma hanno deciso di non partecipare insieme.
Skupski gioca in coppia con Joe Salisbury mentre Venus gioca con Nikola Mektić.

## Teste di serie
1. Marcelo Arévalo /  Mate Pavić (quarti di finale)
2. Harri Heliövaara /  Henry Patten (semifinale)

1. Joe Salisbury /  Neal Skupski (primo turno)
2. Julian Cash /  Lloyd Glasspool (campioni)

## Wildcard
1. Jacob Fearnley /  Cameron Norrie (semifinale)

1. David Stevenson /  Marcus Willis (quarti di finale)

## Qualificati
1. Rohan Bopanna /  Sander Gillé (quarti di finale)

### Lucky loser
1. Dan Evans /  Henry Searle (primo turno)

1. Yuki Bhambri /  Robert Galloway (primo turno)

## Tabellone

### Legenda
| - Q = Qualificato - WC = Wild card - LL = Lucky loser | - ALT = Alternate - SE = Special Exempt - PR = Protected Ranking | - w/o = Walkover - r = Ritirato - d = Squalificato |

|  | Primo turno | Primo turno               | Primo turno               | Primo turno | Primo turno |  |  | Quarti di finale | Quarti di finale      | Quarti di finale    | Quarti di finale      | Quarti di finale    |   |     | Semifinali | Semifinali         | Semifinali       | Semifinali         | Semifinali |    |      | Finale | Finale | Finale | Finale | Finale |  |
|  |             |                           |                           |             |             |  |  |                  |                       |                     |                       |                     |   |     |            |                    |                  |                    |            |    |      |        |        |        |        |        |  |
|  | 1           | M Arévalo M Pavić         | M Arévalo M Pavić         | 7           | 7           |  |  |                  |                       |                     |                       |                     |   |     |            |                    |                  |                    |            |    |      |        |        |        |        |        |  |
|  | PR          | R Opelka B Shelton        | R Opelka B Shelton        | 65          | 61          |  |  | 1                | M Arévalo M Pavić     | 4                   | 6                     | [6]                 |   |     |            |                    |                  |                    |            |    |      |        |        |        |        |        |  |
|  |             | N Mektić M Venus          | N Mektić M Venus          | 7           | 6           |  |  |                  | N Mektić M Venus      | 6                   | 2                     | [10]                |   |     |            |                    |                  |                    |            |    |      |        |        |        |        |        |  |
|  |             | B Nakashima F Tiafoe      | B Nakashima F Tiafoe      | 5           | 2           |  |  |                  |                       |                     |                       |                     |   |     |            | N Mektić M Venus   | N Mektić M Venus | 6                  | 7          |    |      |        |        |        |        |        |  |
|  | 3           | J Salisbury N Skupski     | 3                         | 6           | [11]        |  |  |                  |                       | WC                  | J Fearnley C Norrie   | J Fearnley C Norrie | 3 | 5   |            |                    |                  |                    |            |    |      |        |        |        |        |        |  |
|  | WC          | J Fearnley C Norrie       | 6                         | 3           | [13]        |  |  | WC               | J Fearnley C Norrie   | J Fearnley C Norrie | 6                     | 6                   |   |     |            |                    |                  |                    |            |    |      |        |        |        |        |        |  |
|  |             | T Fritz J Lehečka         | 4                         | 6           | [10]        |  |  |                  | T Fritz J Lehečka     | T Fritz J Lehečka   | 2                     | 4                   |   |     |            |                    |                  |                    |            |    |      |        |        |        |        |        |  |
|  | LL          | Y Bhambri R Galloway      | 6                         | 1           | [8]         |  |  |                  |                       |                     |                       |                     |   |     |            | N Mektić M Venus   | 3                | 7                  | [6]        |    |      |        |        |        |        |        |  |
|  |             | J Menšík H Rune           | 61                        | 7           | [6]         |  |  |                  |                       |                     |                       |                     |   |     |            |                    | 4                | J Cash L Glasspool | 6          | 65 | [10] |        |        |        |        |        |  |
|  | Q           | R Bopanna S Gillé         | 7                         | 65          | [10]        |  |  | Q                | R Bopanna S Gillé     | R Bopanna S Gillé   | 64                    | 65                  |   |     |            |                    |                  |                    |            |    |      |        |        |        |        |        |  |
|  |             | G Mpetshi Perricard R Ram | G Mpetshi Perricard R Ram | 3           | 4           |  |  | 4                | J Cash L Glasspool    | J Cash L Glasspool  | 7                     | 7                   |   |     |            |                    |                  |                    |            |    |      |        |        |        |        |        |  |
|  | 4           | J Cash L Glasspool        | J Cash L Glasspool        | 6           | 6           |  |  |                  |                       |                     |                       |                     |   |     | 4          | J Cash L Glasspool | 7                | 3                  | [10]       |    |      |        |        |        |        |        |  |
|  | WC          | D Stevenson M Willis      | 7                         | 63          | [10]        |  |  |                  |                       | 2                   | H Heliövaara H Patten | 63                  | 6 | [6] |            |                    |                  |                    |            |    |      |        |        |        |        |        |  |
|  |             | H Nys É Roger-Vasselin    | 65                        | 7           | [3]         |  |  | WC               | D Stevenson M Willis  | 6                   | 3                     | [6]                 |   |     |            |                    |                  |                    |            |    |      |        |        |        |        |        |  |
|  | LL          | D Evans H Searle          | D Evans H Searle          | 6           | 1           |  |  | 2                | H Heliövaara H Patten | 2                   | 6                     | [10]                |   |     |            |                    |                  |                    |            |    |      |        |        |        |        |        |  |
|  | 2           | H Heliövaara H Patten     | H Heliövaara H Patten     | 7           | 6           |  |  |                  |                       |                     |                       |                     |   |     |            |                    |                  |                    |            |    |      |        |        |        |        |        |  |

## Qualificazioni

### Teste di serie
1. Sander Arends /  Luke Johnson (primo turno, ritirati)

1. Yuki Bhambri /  Robert Galloway (primo turno, lucky loser)

### Qualificati
1. Rohan Bopanna /  Sander Gillé (quarti di finale)

### Lucky loser
1. Dan Evans /  Henry Searle

1. Yuki Bhambri /  Robert Galloway

### Tabellone
|  | Primo turno | Primo turno                  | Primo turno                  | Primo turno | Primo turno |  |  | Ultimo turno | Ultimo turno               | Ultimo turno               | Ultimo turno | Ultimo turno |  |
|  |             |                              |                              |             |             |  |  |              |                            |                            |              |              |  |
|  | 1           | Sander Arends Luke Johnson   | Sander Arends Luke Johnson   | 2           | 2r          |  |  |              |                            |                            |              |              |  |
|  | WC          | Daniel Evans Henry Searle    | Daniel Evans Henry Searle    | 6           | 2           |  |  | WC           | Daniel Evans Henry Searle  | Daniel Evans Henry Searle  | 4            | 5            |  |
|  |             | Rohan Bopanna Sander Gillé   | Rohan Bopanna Sander Gillé   | 6           | 7           |  |  |              | Rohan Bopanna Sander Gillé | Rohan Bopanna Sander Gillé | 6            | 7            |  |
|  | 2           | Yuki Bhambri Robert Galloway | Yuki Bhambri Robert Galloway | 2           | 64          |  |  |              |                            |                            |              |              |  |